# 園都
園 都（その みやこ、1992年11月5日 - ）は、日本のグラビアアイドル、女優。現在、フリーランスで活動。
徳島県阿波市出身。

## 来歴・人物
- 東京ドームで野球観戦をしていた時にスカウトされる[7]。園都に改め本格的にグラビア活動を開始[2]
- 「白くてまん丸、もちもちおっぱい“みやこもち”こと園都です」というキャッチフレーズがある[2]。「第二の壇蜜」と紹介されたことがある[8]。
- 特技はゴルフ、阿波踊り[2]。
- 趣味はサウナ・銭湯・温泉巡り[9]、料理。
- 好物はチョコレート[9]。
- 本人曰く、子供の頃から母の経営するラウンジや焼肉店の手伝いをしていたおかげで、社交的な性格[7]。
- 愛犬家で、ペットにはミニチュアシュナウザーの雌が居る[10][9]。
- 2020年5月、事務所を退所し、以後はフリーランスで活動[11]。
- 2020年9月、株式会社デンゲントーキョーエンターテインメントとマネジメント業務提携を結ぶ[12]。

## 作品

### イメージビデオ
※太字タイトルはBD版も同時発売。
- ミルキー・グラマー（2013年4月25日、竹書房）※「森田芽生」名義
- Peach Bomb（2013年7月19日、M.B.D. メディアブランド）※「森田芽生」名義
- MEiMiLK（2013年10月25日、エスデジタル）※「森田芽生」名義
- みやこの園（2016年3月24日、イーネット・フロンティア）
- みやこもち（2017年2月24日、スパイスビジュアル）
- 楽園（2017年5月26日、エスデジタル）
- 秘密の園（2017年9月22日、イーネット・フロンティア）
- Paraiso（2021年1月29日、スパイスビジュアル）[13]
- 金曜日、円山町502号室（2023年12月26日、エアーコントロール）
- 私を愛して（2024年3月22日、グレイトワークス）

### 写真集
- そのまま（2018年6月16日、光文社、撮影：門嶋淳矢）ISBN  978-4334902322[14][15]
- ひとひら（2019年12月4日、双葉社、撮影：西田幸樹）ISBN 978-4575315158

### デジタル写真集
- magnetic G『微熱。。。』（2016年9月、magnetic G）
- magnetic G『mood』（2016年12月、magnetic G）
- 週プレ PHOTO BOOK『みやこもち、おひとついかが？』（2017年10月13日、集英社）
- magnetic G『class』（2018年8月、magnetic G）
- magnetic G『Sweetheart』（2019年2月15日、magnetic G）[16]

## 出演

### テレビ
- 金曜日の聞きたい女たち（フジテレビ）
- ロンドンハーツ（テレビ朝日）
- 今夜はナゾトレ（フジテレビ） - ナゾトレFAKE5（7）の映像に出演（スペシャルなど不定期放送）
- 佳代子の部屋〜真夜中のゲーム会議〜（フジテレビ） - レギュラー出演
- 志村&鶴瓶のあぶない交遊録（テレビ朝日） - 2017年1月2日[17]
- 激辛美女（フジテレビ）
- 鎧美女（フジテレビ） - 第35回に出演
- 秘湯ロマン（テレビ朝日）
- 橋本マナミのヨルサンポⅥ（2019年4月4日 - 、BSフジ）

### インターネット放送
- 妄想マンデー（AbemaTV） - 妄マンガール3号として出演
- ロンドンハーツ（AbemaTV）
- スピードワゴンの月曜The NIGHT（2019年6月4日[18]、AbemaTV）
- ボートレース平和島こんせいそんのスタジオ生放送!（不定期出演、ニコニコ生放送・YouTube Live・平和島競艇場公式チャンネル）

### 舞台
- 朗読劇「Greif」（2019年4月25日 - 2019年4月28日、千本桜ホール）[19][20]

### 映画
- ホラーちゃんねる（2019年1月13日・第4回秋葉原映画祭）[21]
- たまの映像詩集　渚のバイセコー（2021年）

### CM
- KIRIN 生茶「阿波弁 編」- WEB CM
- FWD富士生命保険 「＃失敗じゃない」キャンペーン（2018年）[22]
- メルカリ メルカリで釣りを楽しもうキャンペーン（2018年）[23][24]

### 雑誌
- GARRRR（ガルル）（バイクブロス）
- BOMB（学研プラス） - 2016年4月号
- ヤングアニマル（白泉社）
- ヤングアニマル嵐（白泉社）
- SPA!（扶桑社） - 2016年5月24日号
- EX MAX!（ぶんか社） - 2017年4月号
- 月刊自家用車（内外出版社）
- BITTER（大洋図書）
- フォトテクニックデジタル（玄光社）
- FRIDAYダイナマイト（講談社） - 2017年1月10日増刊号 他
- FLASH（光文社） - 2017年4月25日号 他
- アサ芸Secret（徳間書店） - 2017年6月
- 週刊実話 2017年6月22日号

### 出版
- GIRLS-PEDIA2016 SUMMER（エンターブレインムック）
- グラビアザテレビジョンExtra（KADOKAWA、2017年4月3日）